# Atractosteus
Atractosteus Rafinesque, 1820 è uno dei due generi in cui si suddivide la famiglia dei Lepisosteidi. I suoi esponenti vivono in America Centrale e nel sud degli USA.

## Specie
Atractosteus spatula è uno dei tipici pesci d'acqua dolce americani di grandi dimensioni: ne è stato infatti catturato in Louisiana un esemplare che pesava più di 135 kg ed era lungo circa 3 metri. Ora è sempre più raro anche nel suo ambiente preferito (un arco di costa dal Golfo di Veracruz fino ai fiumi Ohio e Missouri). Quest'enorme predatore era stato «accusato» di nutrirsi di pesci destinati alla pesca sportiva e di uccelli acquatici. Attenti studi hanno tuttavia dimostrato che tale accusa era priva di fondamento perché in realtà si nutre essenzialmente di pesci privi di interesse per i pescatori e di granchi.
Le altre due specie di Atractosteus sono Atractosteus tropicus e A. tristoechus: il primo diffuso in Nicaragua e il secondo a Cuba. Poco si sa della loro biologia. Il primo abita le acque meno profonde delle aree protette del lago Nicaragua dove alcuni individui possono raggiungere la lunghezza di 1,1 metri e il peso di oltre 9 kg.